# Reading (Nowy Jork)
Reading – town w hrabstwie Schuyler, w stanie Nowy Jork, w Stanach Zjednoczonych.
Powierzchnia town wynosi 27,15 mi² (około 70,3 km²). Według stanu na 2010 rok jego populacja wynosi 1707 osób, a liczba gospodarstw domowych: 893. W 2000 roku zamieszkiwały je 1786 osoby, a w 1990 mieszkańców było 1810.
W granicach town leży część village Watkins Glen.